# Mycalesis praxidis
Mycalesis praxidis är en fjärilsart som beskrevs av Hans Fruhstorfer 1914. Mycalesis praxidis ingår i släktet Mycalesis och familjen praktfjärilar. Inga underarter finns listade i Catalogue of Life.